# Detroit Open 1988
Il Detroit Open 1988 è stato un torneo di tennis giocato sul sintetico indoor. È stata la 1ª edizione del Detroit Open, che fa parte del Nabisco Grand Prix 1988. Il torneo si è giocato a Detroit negli Stati Uniti, dal 14 al 20 novembre 1988.

## Campioni

### Singolare maschile
John McEnroe ha battuto in finale  Aaron Krickstein con il punteggio di 7–5 6–2

### Doppio maschile
Rick Leach /  Jim Pugh hanno battuto in finale  Ken Flach /  Robert Seguso con il punteggio di 6–4, 6–1